# Данилін Павло Вікторович
Павло Вікторович Данилін (нар. 15 вересня 1977, Москва) — російський журналіст, історик і юрист, політолог, літературознавець. Єдиний шеф-редактор сайту «Кремль.орг». Веде авторську колонку в Інтернет-газеті «ПОГЛЯД.РУ». Веде інформаційні проекти у Фонді ефективної політики.
Був членом політичної ради «Молодої гвардії Єдиної Росії» до 22 грудня 2010 року, вийшов з МГ. Координатор московського відділення Міжнародного бюро моніторингового. Експерт Інтернет-видання «Актуальні коментарі», де прокоментував безліч матеріалів. Крім того, матеріали Даніліна публікуються в «Російському Журналі» (в Інтернет-архіві журналу розміщені публікації Даніліна за 2004—2010 роки), в Інтернет-виданні «Агентство політичних новин» (розміщені публікації за 2004—2009 роки), в «Політичному журналі», газеті «Росія». В Інтернет-виданні «Нові Хроніки» розміщено статті Павла за 2006—2008 роки.

## Біографія
Народився в сім'ї штатного співробітника Міністерства закордонних справ СРСР. У 1987—1991 роках жив у Японії разом з батьками, які працювали в радянському посольстві.
У 1994 році, закінчивши школу, намагався вчинити, але не вступив на юридичний факультет РДГУ, МПГУ і МДУ, проте вступив на юридичний факультет Російського нового університету (РосНОУ). В 1995 році вступив на історичні факультети РДГУ і МДУ, а також пройшов конкурс на відділення «поезія» Літературного інституту імені Горького.
Проходив стажування в ЮНЕСКО в 1998 році. У тому ж році закінчив юридичний факультет РосНОУ (заочне відділення).
У 1999 році працював у Зовнішньополітичній асоціації під керівництвом Олександра Безсмертних. У тому ж році балотувався в радники районної зборів, але обраний не був. Наприкінці 1999 — початку 2000 року був вчителем середньої школи.
У 2000 році з відзнакою закінчив історичний факультет МДУ. У тому ж році зайнявся журналістикою, ставши співробітником Служби новин РБК, і залишився там до 2002 року, коли одночасно з роботою в РБК обіймав посаду заступника головного редактора в журналі «Подвійна запис».
З 2000 року був здобувачем в аспірантурі ІМЕМО РАН (писав дисертацію з політології США).
З 2003 року працює у Фонді ефективної політики. Працював під керівництвом Микити Іванова, віце-президента Фонду, поки Іванов не надійшов до адміністрації Президента Росії (у 2005 році).
Був головою Інтернет-редакції Фонду ефективної політики. Під час виборчої кампанії перед виборами 2003 року в Державну Думу керував сайтом «ВВП.ру» — «сайтом прихильників Президента і „Єдиної Росії“».
З 2004 року — член правління фонду «Інститут розвитку». З червня 2004 року — шеф-редактор сайту «Кремль.орг», створеного Фондом ефективної політики. У грудні 2004 року опублікував на сайті АПН.ру статтю «Десять заповідей нового Государя», де обґрунтовував необхідність прийняття поправок до Конституції Росії для забезпечення третього президентського терміну Володимира Путіна.
У 2005 році — активний член Консервативного прес-клубу (генеральний директор — Михайло Голованов) і Консервативного наради (голова — Єгор Холмогоров). У березні 2005 року Данилін відкрив новий проєкт «Антитерор.ру». У травні 2005 року було опубліковано посібник «Антитерор», « практикум для городянина» під редакцією Даніліна.
В результаті конфлікту з Єгором Холмогоровим і Михайлом Головановим (Холмогоров звинуватив Даніліна в тому, що той, використовуючи свої зв'язки, давав в Адміністрації Президента Росії невтішні оцінки учасникам Консервативного наради, зокрема самому Холмогорову) відійшов від Консервативного наради і Консервативного прес-клубу.
З осені 2005 року є координатором Московського відділення Міжнародного моніторингового бюро, яке працює на замовлення Адміністрації Президента Росії, що веде моніторинг виборів у країнах СНД і займається організацією Європейських форумів.
З кінця 2005 року Данілін — фахівець з Якутії. Звинувачував у сепаратизмі правлячий апарат Якутії на чолі з тодішнім президентом В'ячеславом Штыровым.
У листопаді 2005 року у видавництві «Європа», що належить Фонду ефективної політики, вийшла книга Даніліна «Нова молодіжна політика 2003—2005» — про створення молодіжних рухів, про політичних аспектах їх роботи, про переплетенні молодіжної політики з політикою дорослого. Книга ставить питання про те, чи взагалі існує таке поняття, як «молодіжна політика». В додатках до книги знаходяться довідкові матеріали про молодіжних організаціях (лідери, чисельність, найбільш відомі акції і так далі).
У 2006 році була видана брошура Даніліна «Гламурний фашизм». У грудні 2006 року опублікована його книга «Я. Шлях. Як стати владою».
На II з'їзді «Молодої гвардії Єдиної Росії» 15 грудня 2006 року Данилін було обрано політичну раду організації.
На IV з'їзді «Молодої гвардії Єдиної Росії» були обрано нові керівні органи, з 22 грудня 2010 року Данилін не входить в керівні органи і не є її членом.
У серпні 2010 року під час лісових пожеж організував кампанію з дискредитації діяльності керівника благодійного фонду «Справедлива допомога» Доктора Лізи, яка координувала збір та доставку благодійної допомоги постраждалим від пожеж, добровольцям та пожежникам. В кампанії, яку багато користувачів інтернету сприйняли як цькування, взяли участь журналісти Володимир Соловйов і Михайло Леонтьєв, а продовжили блогери, пов'язані з проурядовими молодіжними рухами, зокрема з Молодою гвардією «Єдиної Росії».
У 2011 році підписав Звернення представників громадськості проти інформаційного підриву довіри до судової системи Російської Федерації.
Згідно опублікованій в лютому 2012 року листуванні центрального виконкому «Єдиної Росії» був одним з авторів замовних публікацій з підтримкою партії і критикою опозиції. У подальшому ці матеріали під вигаданими іменами (Данилін вибрав псевдонім Георгій Катін) публікувалися в ряді інтернет-видань та паперових газет під виглядом редакційних текстів. Крім авторства, в ряді матеріалів Данилін виступав експертом.
У 2013 році очолив створений ним «Центр політичного аналізу».

## Інше
Деякі вважають, що він виступає за винищення бродячих собак в Москві, але при цьому в його висловлюваннях прямих слів або вказівок на цю позицію немає..
Веде Живий Журнал під ніком leteha [Архівовано 19 грудня 2017 у Wayback Machine.]. У блогосфері іменував себе спецпропагандоном.

## Книги
- Павло Данилін. «Нова молодіжна політика 2003—2005». М.: Видавництво «Європа», 2005. — 292 с.[24]
- Збірник «Гламурний фашизм». Упорядник — Павло Данилін. М.: Видавництво «Європа», 2006. — 96 с.[25]
- Павло Данилін, Наталія Кришталь, Дмитро Поляков. «Вороги Путіна». М.: Видавництво «Європа», 2007. — 296 с.[26]
- Павло Данилін, Наталія Кришталь. «Інноваційний шлях Росії». М.: Видавництво «Європа», 2008. — 80 с.[27]
- «Війна і світ Дмитра Медведєва». Укладачі — Кирило Танаєв, Павло Данилін. М.: Видавництво «Європа», 2009. — 228 с.[28]
- Павло Данилін, «Возз'єднання». М.:Видавництво «Аргументи тижня», 2015. — 304 с.
- Павло Данилін. Партійна система сучасної Росії. — М: ЗАТ "Видавничий дім «Аргументи тижня», 2015. — 400 с.